# Kultura Popularna (kwartalnik)
Kultura Popularna – czasopismo naukowe pod redakcją Wiesława Godzica wydawane od 2002 roku przez Wydawnictwo SWPS Academica.
Dwa pierwsze numery (rocznik 2002 numery 0 i 1) współfinansowane przez SWPS, ukazały się jeszcze z sygnetem krakowskiej oficyny wydawniczej Rabid.
W skład rady naukowej kwartalnika wchodzą Stefan Bednarek, Jerzy Bralczyk, Wojciech Burszta (przewodniczący), Mariusz Czubaj, Wiesław Godzic, Andrzej Gwóźdź, Maryla Hopfinger, Aldona Jawłowska, Piotr Kowalski, Waldemar Kuligowski, Sław Krzemień-Ojak, Maciej Mrozowski, Elżbieta Ostrowska, Roch Sulima i Eugeniusz Wilk.
Na łamach Kultury popularnej są analizowane i omawiane najciekawsze tendencje oraz zjawiska zachodzące w dzisiejszym świecie. Artykuły odnoszą się do zagadnień współczesnej telewizji, zjawisk zachodzących w cyberprzestrzeni Internetu, problemów reklamy, trendów w literaturze popularnej, kinie, a także stanowią odbicie dyskusji na najbardziej gorące tematy z pogranicza kultury, psychologii i socjologii.